# Szlakiem Grodów Piastowskich 2012
De Szlakiem Grodów Piastowskich 2012 was de 47e editie van deze wielerwedstrijd die als meerdaagse koers wordt verreden in Polen van vrijdag 4 mei tot en met zondag 6 mei. Het eindklassement werd gewonnen door Marek Rutkiewicz. Deze wedstrijd maakte deel uit van de UCI Europe Tour 2012. De dag voor de wedstrijd werd er traditiegetrouw in Legnica een criterium verreden, dat werd gewonnen door Łukasz Bodnar.

## Etappe-overzicht
| Etappe    | Datum | Start       | Finish    | afstand  | Winnaar          | Ploeg                | Leider           |
| --------- | ----- | ----------- | --------- | -------- | ---------------- | -------------------- | ---------------- |
| 1e etappe | 4 mei | Jawor       | Złotoryja | 161,7 km | Marko Kump       | Adria Mobil          | Marko Kump       |
| 2e etappe | 5 mei | Polkowice   | Polkowice | 30,6 km  | Marek Rutkiewicz | CCC Polsat Polkowice | Marek Rutkiewicz |
| 3e etappe | 5 mei | Polkowice   | Polkowice | 77,7 km  | Tino Thömel      | Team NSP-Ghost       | Marek Rutkiewicz |
| 4e etappe | 6 mei | Dzierżoniów | Świdnica  | 153,0 km | Radoslav Rogina  | Adria Mobil          | Marek Rutkiewicz |

## Etappe-uitslagen

### 1e etappe
| Jawor – Złotoryja (161,7 km) |                  |                      |          |
| Plaats                       | Naam             | Ploeg                | Tijd     |
| Winnaar                      | Marko Kump       | Adria Mobil          | 4u14'31" |
| 2                            | Marek Rutkiewicz | CCC Polsat Polkowice | + 3"     |
| 3                            | Luca Dodi        | Team Idea            | + 6"     |
| 4                            | Andrea Palini    | Team Idea            | z.t.     |
| 5                            | Klaas Vantornout | Sunweb-Revor         | z.t.     |

### 2e etappe
| Polkowice – Polkowice (individuele tijdrit over 30,6 km) |                   |                          |          |
| Plaats                                                   | Naam              | Ploeg                    | Tijd     |
| Winnaar                                                  | Marek Rutkiewicz  | CCC Polsat Polkowice     | 0h37'55" |
| 2                                                        | Stefan Schumacher | Christina Watches-Onfone | + 29"    |
| 3                                                        | Mateusz Taciak    | CCC Polsat Polkowice     | + 50"    |
| 4                                                        | Nikias Arndt      | LKT Team Brandenburg     | + 1' 09" |
| 5                                                        | Tomasz Kiendys    | CCC Polsat Polkowice     | + 1' 20" |

### 3e etappe
| Polkowice – Polkowice (77,7 km) |               |                      |          |
| Plaats                          | Naam          | Ploeg                | Tijd     |
| Winnaar                         | Tino Thömel   | Team NSP-Ghost       | 1h49'07" |
| 2                               | Adam Wadecki  | BDC-Marcpol Team     | + 2"     |
| 3                               | Andrea Palini | Team Idea            | z.t.     |
| 4                               | Nikias Arndt  | LKT Team Brandenburg | z.t.     |
| 5                               | Tijmen Eising | Sunweb-Revor         | + 3"     |

### 4e etappe
| Dzierżoniów – Świdnica (153 km) |                 |                    |          |
| Plaats                          | Naam            | Ploeg              | Tijd     |
| Winnaar                         | Radoslav Rogina | Adria Mobil        | 3h48'24" |
| 2                               | Jure Golčer     | Tirol Cycling Team | z.t.     |
| 3                               | Matej Mugerli   | Adria Mobil        | z.t.     |
| 4                               | Marko Kump      | Adria Mobil        | + 20"    |
| 5                               | Matej Gnezda    | Adria Mobil        | z.t.     |

## Eindklassementen

### Algemeen klassement
| Szlakiem Grodòw Piastowskich 2012 |                   |                          |           |
| Plaats                            | Naam              | Ploeg                    | Tijd      |
| Gele trui                         | Marek Rutkiewicz  | CCC Polsat Polkowice     | 10u30'17" |
| 2                                 | Stefan Schumacher | Christina Watches-Onfone | + 46"     |
| 3                                 | Mateusz Taciak    | CCC Polsat Polkowice     | + 1' 09"  |
| 4                                 | Jiri Hudecek      | PSK Whirlpool-Author     | + 1' 43"  |
| 5                                 | Łukasz Bodnar     | Bank BGZ                 | + 1' 45"  |
| 6                                 | Tomáš Bucháček    | PSK Whirlpool-Author     | + 1' 50"  |
| 7                                 | Jure Golčer       | Tirol Cycling Team       | + 1' 56"  |
| 8                                 | Markus Fothen     | Team NSP-Ghost           | + 2' 00"  |
| 9                                 | Błażej Janiaczyk  | Bank BGZ                 | + 2' 02"  |
| 10                                | Radoslav Rogina   | Adria Mobil              | + 2' 17"  |
|                                   |                   |                          |           |
| 22                                | Kevin Pauwels     | Sunweb-Revor             | + 4' 29"  |
| 42                                | Tijmen Eising     | Sunweb-Revor             | +15' 08"  |

2005 ·
2006 ·
2007 ·
2008 ·
2009 ·
2010 ·
2011 ·
2012 ·
2013 ·
2014 ·
2015 ·
2016 ·
2017 ·
2018 ·
2019 ·
2020 ·
2021
Etappewedstrijden

 Ster van Bessèges · 
 Ronde van de Middellandse Zee · 
 Ruta del Sol · 
 Ronde van de Algarve · 
 Ronde van de Haut-Var · 
 Driedaagse van West-Vlaanderen · 
 Internationale Wielerweek · 
 Internationaal Wegcriterium · 
 Driedaagse van De Panne-Koksijde · 
 Ronde van de Sarthe · 
 Ronde van Trentino · 
 Ronde van Turkije · 
 Ronde van Asturië · 
 Vierdaagse van Duinkerke · 
 Ronde van Azerbeidzjan · 
 Szlakiem Grodòw Piastowskich · 
 Ronde van Castilië en León · 
 Ronde van Picardië · 
 Ronde van Noorwegen · 
 World Ports Classic · 
 Ronde van Beieren · 
 Ronde van België · 
 Tour des Fjords · 
 Ronde van Estland · 
 Ronde van Luxemburg · 
 Boucles de la Mayenne · 
 Ster ZLM Toer · 
 Ronde van Slovenië · 
 Route du Sud · 
 Ronde van Oostenrijk · 
 Sibiu Cycling Tour · 
 Ronde van Wallonië · 
 Ronde van Portugal · 
 Ronde van Denemarken · 
 Ronde van de Ain · 
 Ronde van Burgos · 
 Arctic Race of Norway · 
 Ronde van de Limousin · 
 Ronde van Poitou-Charentes · 
 Wielerweek van Lombardije · 
 Ronde van Groot-Brittannië · 
 Ronde van Gévaudan Languedoc-Roussillon · 
 Eurométropole Tour
Eendaagse wedstrijden

 GP La Marseillaise · 
 Grote Prijs van de Etruskische Kust · 
 Trofeo Palma · 
 Trofeo Ses Salines · 
 Trofeo Serra de Tramuntana · 
 Trofeo Platja de Muro · 
 Trofeo Laigueglia · 
 Ronde van Murcia · 
 Omloop Het Nieuwsblad · 
 Classic Sud Ardèche · 
 GP Lugano · 
 Clásica de Almería · 
 Kuurne-Brussel-Kuurne · 
 La Drôme Classic · 
 Le Samyn · 
 GP Città di Camaiore · 
 Strade Bianche · 
 Roma Maxima · 
 Ronde van Drenthe · 
 Dwars door Drenthe · 
 Nokere Koerse · 
 GP Nobili Rubinetterie · 
 Handzame Classic · 
 Classic Loire-Atlantique · 
 Grote Prijs van Cholet-Pays de Loire · 
 Dwars door Vlaanderen · 
 Route Adélie de Vitré · 
 Volta Limburg Classic · 
 Grote Prijs Miguel Indurain · 
 Ronde van La Rioja · 
 Scheldeprijs · 
 GP Pino Cerami · 
 Klasika Primavera · 
 Parijs-Camembert · 
 Brabantse Pijl · 
 GP Denain · 
 Ronde van de Finistère · 
 Tro Bro Léon · 
 Ronde van Keulen · 
 La Roue Tourangelle · 
 Rund um den Finanzplatz Eschborn-Frankfurt · 
 Ronde van de Somme · 
 ProRace Berlin · 
 Grote Prijs van Plumelec · 
 Boucles de l'Aulne · 
 Ronde van Zeeland Seaports · 
 Trofeo Melinda · 
 GP Kanton Aargau · 
 Ronde van Limburg · 
 Ronde van de Apennijnen · 
 Halle-Ingooigem · 
 Trofeo Matteotti · 
 Prueba Villafranca de Ordizia · 
 GP Industria & Artigianato-Larciano · 
 Ronde van Toscane · 
 Circuito de Getxo · 
 Polynormande · 
 RideLondon Classic · 
 GP Stad Zottegem · 
 Dutch Food Valley Classic · 
 Châteauroux Classic de l'Indre · 
 Druivenkoers Overijse · 
 Ronde van Veneto · 
 Schaal Sels · 
 Memorial Rik Van Steenbergen · 
 Brussels Cycling Classic · 
 GP Fourmies · 
 Ronde van de Doubs · 
 GP Jef Scherens · 
 Coppa Bernocchi · 
 Coppa Agostoni · 
 GP van Wallonië · 
 Ronde van de Drie Valleien · 
 Kampioenschap van Vlaanderen · 
 Memorial Marco Pantani · 
 Grote Prijs Impanis-Van Petegem · 
 GP van Isbergues · 
 GP Industria & Commercio di Prato · 
 Omloop van het Houtland · 
 Duo Normand · 
 Milaan-Turijn · 
 Ronde van Piëmont · 
 Ronde van het Münsterland · 
 Pro Cycling Marathon · 
 Ronde van de Vendée · 
 Memorial Frank Vandenbroucke · 
 Coppa Sabatini · 
 Parijs-Bourges · 
 Ronde van Emilia · 
 GP Beghelli · 
 Parijs-Tours · 
 Nationale Sluitingsprijs · 
 Ronde van Romagna · 
 Chrono des Nations